# Gerhard Hanappi
Gerhard Hanappi (16. februar 1929 - 23. august 1980) var en østrigsk fodboldspiller (midtbane), der i mange år var anfører for det østrigske landshold.
Hanappi fik sin debut i den østrigske Bundesliga i 1947 for Wacker Wien. Her spillede han de følgende tre år inden han skiftede til lokalrivalerne Rapid Wien. Tiden hos Rapid blev meget succesfuld, og Hanappi var med til at vinde hele syv østrigske mesterskaber.
Hanappi spillede hele 93 kampe og scorede tolv mål for det østrigske landshold. Han debuterede for holdet som 19-åri i 1948. Op gennem 1950'erne blev han en ledende figur på holdet, og var en del af truppen til både VM i 1954 i Schweiz og VM i 1958 i Sverige. Ved 1954-turneringen vandt østrigerne bronze.
Hanappi døde i 1980. Rapid Wiens hjemmebane, Gerhard Hanappi Stadion, er opkaldt efter ham.